# Stożek pasożytniczy

Wulkan
1. komora wulkaniczna
2. skała macierzysta
3. kanał lawowy
4. podnóże
5. sill
6. przewód boczny
7. warstwy popiołu emitowanego przez wulkan
8. zbocze
9. warstwy lawy emitowanej przez wulkan
10. gardziel
11. stożek pasożytniczy
12. potok lawowy
13. komin
14. krater główny
15. chmura popiołu

Stożek przybyszowy, stożek pasożytniczy – mały stożek wulkaniczny na skłonie dużego stożka głównego lub u jego podnóża. Może z niego dochodzić także do silnych erupcji. Krater wulkaniczny występujący na stożku pasożytniczym nazywamy kraterem pasożytniczym. 